# Bubble Memories: The Story of Bubble Bobble III
 (juillet 2024).
Bubble Memories : The Story of Bubble Bobble III (バブルメモリーズ, Baburu Memorīzu) est un jeu vidéo de Taito sorti dans les salles d'arcade en février 1996.
Il s'agit de la suite de Bubble Symphony et du cinquième jeu Bubble Bobble (bien qu'il soit indiqué comme étant le troisième[réf. nécessaire]). Contrairement à Bubble Symphony, ce jeu ne met en scène que deux dragons, Bub et Bob, comme dans le jeu Bubble Bobble original. 
Il est sorti en 2007 sur PlayStation 2 au Japon uniquement, dans le cadre de la compilation Taito Memories II Volume 1.
Il est également disponible sur la mini-borne Taito Egret II.